# Chapelle Saint-Liévin de Mettlach
La chapelle Saint-Liévin de Mettlach est un édifice sacré, de style néo-roman, construit en 1892 sur un rocher au-dessus de la Sarre à Weiten, village de Mettlach, en Allemagne. Il s'agit de l'endroit où, selon la tradition légendaire, Liévin de Trèves aurait pris la décision de fonder l'abbaye de Mettlach au VIIe siècle. Des vestiges des bâtiments précédents sont conservés sur le site. Une croix commémorative s'élève sur la falaise face à la Sarre. La chapelle est un monument classé.

## Fondation de l'abbaye
À la fin du VIIe siècle, le noble austrasien Liévin fonde l'abbaye des Saints-Pierre-et-Marie sur une terrasse non inondable de la Sarre (environ 164 m d'altitude) dans la commune actuelle de Mettlach et entre lui-même dans l'abbaye soumis à la règle de saint Benoît. Une tradition légendaire du XIe siècle raconte que Liévin chassait accompagné d'un serviteur. Il s'endormit épuisé sur un rocher au-dessus de la Sarre, dans la chaleur torride de midi. On dit qu'un aigle planait dans les airs au-dessus de Liévin avec ses ailes largement déployées, lui fournissant de l'ombre contre le soleil brûlant. Lorsque Liévin se réveilla, l'aigle s'envola. Le serviteur qui observait cela en informa son maître. Liévin interpréta l'événement comme un signe céleste pour construire maintenant l'abbaye qu'il envisage depuis longtemps de fonder dans la Sarre. Plusieurs chapelles furent ensuite construites les unes après les autres sur le lieu du miracle légendaire. L'actuelle chapelle néo-romane date de 1892.
L'endroit où l'abbaye est fondée était caractérisé par une vallée abritée, où les pentes abruptes des montagnes retenaient les vents du nord et de l'est. Les plateaux se prêtent bien à l'agriculture et la métropole médiévale de Trèves n'est qu'à une journée de route.
Il ne reste rien du bâtiment du monastère fondé à la fin du VIIe siècle. Parmi les différentes églises, il ne reste que le vieux clocher (de), construit environ 300 ans après la fondation de l'abbaye en tant que double chapelle et est reconstruite à plusieurs reprises. Le bâtiment baroque de l'abbaye conçu par Christian Kretzschmar (de) au XVIIIe siècle est conservé.

## Chapelle néo-romane
En 1892, à l'occasion de leurs noces d'or, Oktavie et Eugen von Boch (de) font don de la nouvelle chapelle néo-romane sur le rocher où Liévin aurait décidé de fonder un monastère à Mettlach à la fin du VIIe siècle. À l'occasion de cet anniversaire de mariage et en reconnaissance de ses services, Boch est élevé à la noblesse prussienne par l'empereur et le roi Guillaume II. Karl August von Cohausen (de) fournit les plans de la chapelle.

## Architecture

### Extérieure
La chapelle néo-romane est construite en grès rouge local. Les murs extérieurs avec quatre fenêtres cintrées sont en pierre, l'intérieur est décoré de carreaux de céramique de Villeroy & Boch. La longueur est de 5,4 m, la largeur est de 4,4 m. La toiture est recouverte de tuiles plates rouges. Une petite tourelle de toit avec un haut pic hexagonal s'élève au-dessus. Une petite cloche est suspendue au beffroi ouvert. L'abside semi-circulaire d'un rayon de 1,5 m se ferme par une toiture en pierre. Les murs extérieurs du bâtiment de la chapelle sont ornés d'une frise en plein cintre sous les avant-toits et les accotements. L'entrée de la chapelle voûtée, aux murs profilés et aux piliers encastrés, est protégée par un petit vestibule qui repose sur deux piliers et pilastres. Le pignon en bois du porche contient dans son arc en plein cintre une croix d'environ 60 cm de haut. L'entrée est barrée pour se protéger du vandalisme.

### Intérieure
L'intérieur de la chapelle mesure 3,9 m de long et 3,3 m de large. La hauteur maximale est de 3,75 m. Il y a quatre bancs de part et d'autre de l'allée centrale. Les murs intérieurs et le sol sont recouverts de céramique. L'arc du chœur d'une largeur de 1,8 m et d'une hauteur de 2,9 m est visible en pierre. Le plafond en bois est peint de manière ornementale. Sur les murs latéraux et les deux murs avant se trouvent des statues de saints sur des consoles soutenues par des anges : Antoine de Padoue avec l'enfant Jésus, Marie-Madeleine devant la croix, saint Liévin en robe d'évêque avec ses attributs, l'aigle et le "Vieux Clocher" ainsi qu'une Mère de Dieu avec l'enfant Jésus.
L'abside semi-circulaire est surélevée de deux marches au-dessus de la nef de la chapelle et est éclairée par deux fenêtres couplées. Elle est entièrement recouverte de mosaïque dans les tons bleus. La zone jusqu'au sommet de l'abside est bleu foncé et recouverte d'un motif de grille diagonale dorée. La base du dôme est marquée par une frise dorée à ornements circulaires. Au-dessus s'élève un lambris en mosaïque bleu clair avec des étoiles dorées à six branches et un ornement en forme de rayon de soleil au sommet.
L'autel de l'abside présente également une riche décoration en céramique. La mensa (de), décorée de frises fleuries, repose sur un socle mural et deux colonnes cannelées noires aux riches chapiteaux. Un piédestal central s'élève sur la dalle de l'autel pour accueillir une croix en trèfle en métal, flanquée de deux piédestaux inférieurs en prédelle. Le piédestal central montre l'Agnus Dei orné d'une croix avec un drapeau croisé selon la technique de la mosaïque. Un filet de sang coule de sa blessure à la poitrine dans un calice. Les socles secondaires sont décorés d'ornements rampants en feuilles d'acanthe. La mensa porte l'inscription latine « Sitivit anima mea ad Deum fortem vivum. Quando veniam et apparebo ante faciem Dei » (psaume 42.3).
Au centre, le bloc de stipes de l'autel représente le Christ pantocrator dans une mandorle dans le style d'une représentation médiévale du Christ en gloire. Tandis que Jésus-Christ bénit le spectateur de sa main droite, sa main gauche tient le livre de vie. Des cheveux longs et une barbe fournie encadrent un visage sérieux tourné vers le spectateur. Le sous-vêtement et la toge font référence aux vêtements d'un souverain. Les quatre adorateurs devant le trône de Dieu, décrits dans la vision de Dieu du prophète Ézéchiel, apparaissent dans les écoinçons. Dans la chapelle Saint-Liévin de Mettlach, dans le sens des aiguilles d'une montre, se trouvent un aigle, un taureau ailé, un lion ailé et un personnage ailé. Le lion et le taureau portent chacun un livre. Le regard des têtes nichées du taureau, du lion et de l’aigle est dirigé vers Jésus-Christ. Seul le personnage ailé regarde le spectateur et désigne le Christ avec sa main gauche. Selon le témoignage de la Bible, les êtres proclament la sainteté de Dieu. Dans la théologie chrétienne, les quatre êtres célestes sont associés aux quatre évangélistes Jean, Luc, Marc et Matthieu. La créature à visage humain représente l'incarnation de Jésus, la créature à face de taureau représente sa mort sacrificielle, la créature à face de lion représente la résurrection et la créature à face d'aigle représente le retour de Jésus au Père.
Vu du spectateur, sur le côté gauche de la représentation du Christ en gloire se trouvent sous des arcades en mosaïques les représentations de Dominique de Guzmán (avec lys, livre et étoile), d'Augustin d'Hippone (avec houlette, flèche et cœur), de Thomas d'Aquin (avec un livre et des rayons de soleil) et de François d'Assise (avec un livre). Le sol devant l'autel présente deux représentations de lions comme le Lion de Juda.

## Source de la traduction
- (de) Cet article est partiellement ou en totalité issu de l’article de Wikipédia en allemand intitulé « Lutwinuskapelle (Mettlach) » (voir la liste des auteurs).